# قتل فاطمه بریهی
فاطمه بریهی (زاده ۱۳۸۰ – درگذشته ۲۵ خرداد ۱۳۹۹) دختر ۱۹ ساله اهل آبادان بود که همسرش او را در ۲۵ خرداد ۱۳۹۹ سر برید. در کمتر از یک ماه از قتل رومینا اشرفی در تالش و ریحانه عامری در کرمان این سومین قتل ناموسی در ایران است که به صورت گسترده رسانه‌ای شده است.

## شرح ماجرا
ساعت ۲۲:۳۰ یکشنبه شب ۲۵ خرداد جوان ۲۳ ساله‌ای به نام حبیب بریهی با در دست داشتن چاقوی خونین با حضور در کلانتری ۱۱ ولیعصر آبادان ادعا کرد به دلیل خیانت همسرش او را کشته و سرش را از تنش جدا کرده و در منطقه بهار ۵۶ در کنار رودخانه بهمن‌شیر رها کرده است. حبیب بریهی پسر عموی فاطمه بریهی بود و آنها یک سال قبل به عقد هم درآمده بودند.

## پیشینه قتل‌های ناموسی در خوزستان
عاطفه بروایه، کنشگر اجتماعی ایرانیِ عرب، اواسط دی‌ماه سال ۱۴۰۰ اعلام کرده بود که بر اساس تحقیقات صورت گرفته در دو سال گذشته، دست‌کم ۶۰ زن در خوزستان به دلایل ناموسی به قتل رسیده‌اند و در ارتباط با این ۶۰ مورد قتل تاکنون حتی یک نفر هم مجازات نشده و حتی خانواده‌ها از قاتلان شکایتی نکرده‌اند. وی افزوده «عادت‌هایی که در جامعه عرب رو به تغییر بود، به دلیل شرایط اقتصادی و اقلیمی و فقر افزایش داشته است.»

## لایحهٔ تأمینِ امنیتِ زنان در برابرِ خشونت
لایحهٔ تأمین امنیت زنان در ایران هفت سال در انتظار گرفتن تأیید از قوه قضاییه مانده است و هر بار به علل متفاوت از نوبت رسیدگی خارج می‌شود. این لایحه در صورتِ تصویب، جانِ زنان و دخترانِ آسیب دیده را تا حدودی محافظت خواهد کرد.
با تکیه بر لایحهٔ تأمینِ امنیتِ زنان و در شرایطی که خطر جانی برای زن یا دختر وجود داشته باشد:
پلیس موظّف خواهد شد با ایجادِ واحدهای ویژهٔ پیشگیری و مبارزه با خشونت در کلانتری‌ها، از استردادِ وی به خانواده جلوگیری کرده و در عوض، شرایطِ پناهِ وی را در سازمانِ بهزیستی فراهم کند.
همچنین سازمان بهزیستی کشور موظف خواهد شد در راستایِ تحققِ اهدافِ این قانون، با شناسایی، پذیرش و نگهداری و ارائهٔ خدماتِ تخصصی به زنانِ خشونت دیده یا در معرضِ خشونت -و در صورت لزوم فرزندانِ ایشان- شرایطِ مطلوب را فراهم نماید.